# Georg Gottlieb Hahn
Georg Gottlieb Hahn (* 10. Mai 1756 in Berlin; † 6. Dezember 1823 in Darmstadt) war ein Großherzoglich-Hessischer Generalleutnant und Gründer der hessischen Artillerie.

## Leben
Georg Gottlieb Hahn war ein Sohn des Johann Michael Hahn (1724–1795) und dessen Ehefrau Anna Barbara Frick.
Am 13. Mai 1756 wurde er in der Garnisonkirche getauft. Bald darauf zog die Familie nach Württemberg, wo der Vater als Herzoglich Württembergischer Hof- und Weingartenmeister tätig war. Am 30. März 1771 kam Georg Gottlieb als Eleve in die Pflanzschule der Solitude, um die bürgerliche Baukunst zu erlernen. Später wurde sie  als Herzogliche Militär-Akademie nach Stuttgart verlegt und alsdann zur Hohen Karlsschule erhoben. Dort studierte er Militärwissenschaften
und war ein befähigter und fleißiger Schüler, der bei den jährlichen Prüfungen am 14. Dezember, dem Stiftungstag der Akademie, insgesamt zwölfmal mit einem Preis (silberne Medaille mit dem Bildnis des Herzogs Carl Eugen) ausgezeichnet wurde. Am 14. Dezember 1778 verließ er die Schule; wegen seiner hervorragenden Leistungen wurde er bereits 2 Jahre vorher zum Leutnant im „Artillerie-Regiment von Nicolai“ der Württembergischen Armee.
Mitte Dezember 1779 erhielt er als Professor an der Karlsschule einen Lehrauftrag für Mathematik, Artillerie, Wasserbau und praktische Geometrie, bis er 1790 durch den Großherzog Ludwig X. von Hessen-Darmstadt nach Genehmigung durch den württembergischen Herzog mit der Erziehung der Prinzen beauftragt wurde und als Hauptmann in die Hessen-darmstädtische Armee wechselte. Er entwarf einern Organisationsplan für die Artillerie und wurde
1792 Kommandeur der Artillerie und  am 2. April 1814 zum Generalleutnant ernannt.
Am 6. Dezember 1823 verstarb er an einer Lungenentzündung, wurde mit militärischen Ehren zu Grabe getragen und fand in der Familiengruft auf dem Friedhof in Darmstadt seines letzte Ruhestätte.

### Schriften
- 1788 Stuttgart Die vollständige Anleitung zur Niedern und Höhern Mathematik[5]

### Auszeichnungen
- 31. Dezember 1819 Großkreuz des Ludewigs-Ordens